# Urjung-Ulach
L'Urjung-Ulach (anche Urjung-Ulah) è un fiume della Russia siberiana settentrionale (Repubblica Autonoma della Jacuzia), affluente di sinistra della Chroma.
Nasce dal lago omonimo, all'estremità sudorientale del bassopiano della Jana e dell'Indigirka; scorre successivamente attraverso detta pianura, in una regione remota, pressoché spopolata, gelata per la maggior parte dell'anno (fine settembre - prima metà di giugno) e ricoperta da estese paludi nel periodo del disgelo.